# Bolsa de Damasco
La Bolsa de Damasco (en árabe: سوق دمشق للأوراق المالية‎, romanizado: Sūq Dimashq lil-'Awrāq al-Māliyyah; en inglés: Damascus Securities Exchange, sigla DSE) es una bolsa de valores ubicada en la ciudad de Damasco, capital de Siria. Fundada en 2009, es la única bolsa de valores de Siria.  La Bolsa de Valores de Damasco es miembro de la Federación Euroasiática de Bolsas de Valores.  
Comenzó en una sede en el Distrito de Barzeh. El 10 de mayo de 2022 se trasladó al distrito empresarial de Yaafur. 

## Historia
Las primeras operaciones oficiales se abrieron el martes 10 de marzo de 2009,  sin embargo, pronto comenzó una guerra civil. Según el Fondo Monetario Internacional (FMI), entre marzo de 2011, cuando comenzó el conflicto armado, y mayo de 2012, el valor de la libra siria cayó un 45 por ciento y la Bolsa de Damasco bajó un 40 por ciento.